# Moshoeshoe I.

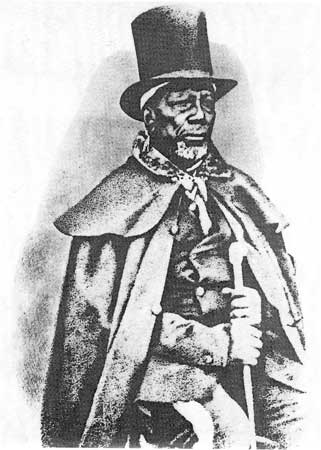
Moshoeshoe I.

Moshoeshoe I. [moˈʃwɛʃwɛ] (* um 1790 in Menkhoaneng, heute Lesotho; † 11. März 1870; geboren als Lepoqo, später Moshoeshoe) war der Gründervater und Oberhaupt (Sesotho morena e moholo, englisch Paramount Chief) des Volkes der Basotho, das heute überwiegend in Lesotho lebt.

## Leben
Moshoeshoe erhielt nach der Geburt den Namen Lepoqo. Sein Vater war der morena Mokhachane, seine Mutter Kholu stammte von den Bafokeng. Kurz nach seiner Initiation raubte er das Vieh eines benachbarten morena. Fortan nannte er sich Moshoeshoe, lautmalerisch für das Geräusch beim Rasieren, mit dem Moshoeshoe allegorisch seinen Viehraub beschrieb. 1810 heiratete er Mabela, die Tochter des morena der Bafokeng. Fortan hieß sie ’MaMohato. 1811 wurde ihr erster Sohn, Letsie, geboren, 1814 ihr zweiter Sohn Molapo, um 1821 Masopha. Von seinem Großvater Peete wurde der gewaltbereite Moshoeshoe mit dem einflussreichen morena Mohlomi (um 1720–1816) bekannt gemacht, der den jungen Moshoeshoe darin bestärkte, mit Hingabe zu regieren, gerechte Entscheidungen zu treffen und den Frieden zu suchen. Außerdem riet er ihm, durch geschickte Wahl seiner Ehefrauen seinen Einfluss zu vergrößern.
Moshoeshoe war wie Mohlomi Mitglied der Bakoena, eines Stammes der südlichen Sotho. Die Stämme der südlichen Sotho wurden im frühen 19. Jahrhundert durch den Expansionskrieg der Zulu in das Gebiet des heutigen Lesotho gedrängt. Moshoeshoe gelang es um 1820, aus einigen Stämmen das Volk der Basotho zu formen. Gegen andere Stämme, wie die Batlokoa und die Hlubi, musste er sich zur Wehr setzen. Daher verlegte er sein Hauptquartier erst zu einem Berg bei Butha-Buthe im Norden des Landes, 1824 nach Thaba Bosiu (deutsch etwa: „Berg bei Nacht“) in der Nähe der heutigen Hauptstadt Maseru. Dank seines Mutes und seines Friedenwillens gelang es ihm, sein Stammesgebiet gegenüber den Zulu und den Besitzansprüchen der Buren zu verteidigen. Dabei halfen ihm ab 1833 Missionare der Société des missions évangéliques de Paris, die in Thaba Bosiu eine der ersten Missionen des Gebiets gegründet hatten, insbesondere Eugène Casalis, der Moshoeshoe faktisch als Außenminister diente. Am Ende der 1830er Jahre besaß Moshoeshoe große Viehherden und hatte fast 200 Ehefrauen.
1843 unterzeichneten Moshoeshoe und der Brite George Thomas Napier den Napier Treaty („Napier-Vertrag“), der den Besitz der Basotho an der Westgrenze, weit westlich der heutigen Grenze Lesothos, mit nur geringen Landeinbußen bestätigte. Moshoeshoe wurde damit auch von den europäischen Mächten in der Region erstmals als Anführer der Basotho anerkannt. 1858 wurde das Land im Senekal-Krieg und erneut 1865 und 1867 im Seqiti-Krieg von Buren angegriffen und bis auf die Festung Thaba Bosiu besetzt, so dass Moshoeshoe die Briten bat, als Schutzmacht aufzutreten. Am 12. März 1868 wurde das Gebiet mit Billigung Moshoeshoes zur britischen Kolonie Basutoland erklärt. Moshoeshoe blieb Oberhaupt und konnte sich so dem Zugriff der Burenrepubliken im heutigen Südafrika entziehen. Er dankte am 18. Januar 1870 ab, übergab das Amt an seinen Sohn Letsie und starb kurz darauf.

## Nachwirkungen

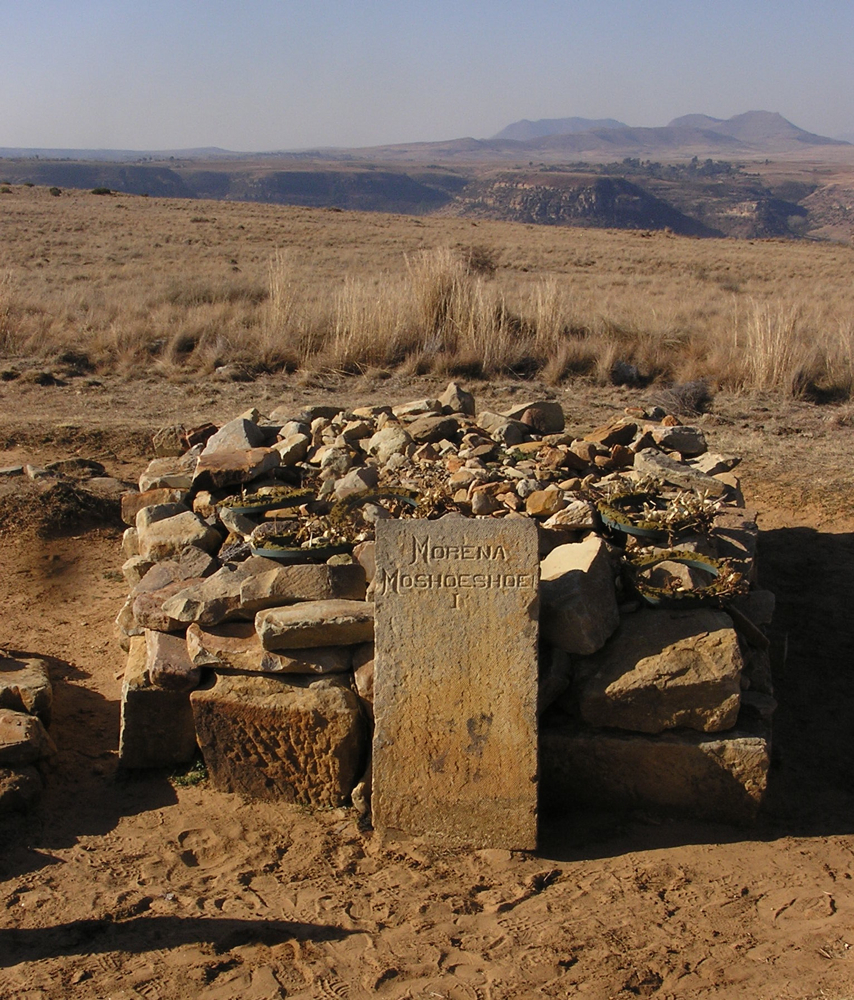
Grab Moshoeshoes I. auf dem Thaba Bosiu

Moshoeshoe gilt als weiser und ehrlicher Vater der Nation und wird in Lesotho auch heute noch verehrt. So wird sein Todestag, der 11. März, als Feiertag Moshoeshoe’s Day begangen. Bis 1993 war der 12. März Moshoeshoe’s Day, der Tag der Annexion Basutolands an das Vereinigte Königreich. Der Flughafen Maseru heißt Moshoeshoe I. International Airport.
Sein Ururenkel Moshoeshoe II., erster König von Lesotho, benannte sich nach seinem Vorfahren. Seither wird für diesen der Zusatz „I.“ verwendet. 

## Dokumentarfilm
- Max du Preez: The Renaissance King: Morena Moshoeshoe (1786–1870), Südafrika 2004.